# Omari Hardwick
Omari Latif Hardwick (Savannah, 1974. január 9. –) amerikai színész.

## Fiatalkora
A Georgia állambeli Savannah városában született Joyce és Clifford Hardwick III gyermekeként. Decaturban (Georgia) nőtt fel. Több verset is írt, és rendszeresen sportolt. A Marist School középiskolába járt, tanulmányait pedig a Georgiai Egyetemen végezte.
Diploma után a San Diego Chargers amerikaifutball-csapatba jelentkezett, de nem válogatták be, így visszatért a színészethez.

## Pályafutása
Első filmszerepe a  Sucker Free City című 2004-es tévéfilmben volt.

## Magánélete
A 2000-es évektől Jennifer "Jae" Pfautch párja. Pfautch családja nem nézte jó szemmel, hogy lányuk egy színes bőrű férfival van kapcsolatban.
2008-ban első gyermekük halva született. 2012-ben házasságot kötöttek, két gyermekük született: egy lány, Nova és egy fiú, Brave.

## Filmográfia

### Film
| Év   | Magyar cím           | Eredeti cím             | Szerep                   | Magyar hang         |
| ---- | -------------------- | ----------------------- | ------------------------ | ------------------- |
| 2002 |                      | Circles                 | Lameck                   |                     |
| 2005 | Szép még lehetsz     | Beauty Shop             | Byron                    |                     |
| 2006 |                      | Speechless              | Ku James                 |                     |
| 2006 | Erőpróba             | Gridiron Gang           | 'Free'                   |                     |
| 2006 | Hullámtörők          | The Guardian            | Carl Billings            | Papp Dániel         |
| 2008 |                      | Miracle at St. Anna     | Huggs szakaszparancsnok  |                     |
| 2008 | A határon            | Linewatch               | Drake / Kimo             | Kisfalusi Lehel     |
| 2009 | Kié a cucc?          | Next Day Air            | Shavoo                   | Barabás Kiss Zoltán |
| 2010 |                      | Everyday Black Man      | Malik                    |                     |
| 2010 | HA/VER               | Kick-Ass                | Marcus Williams őrmester |                     |
| 2010 | A szupercsapat       | The A-Team              | Jay 'Chopshop Jay'       |                     |
| 2010 |                      | For Colored Girls       | Carl Bradmore            |                     |
| 2010 |                      | I Will Follow           | Troy                     |                     |
| 2012 |                      | Sparkle                 | Levi                     |                     |
| 2012 | Kire várok?          | Middle of Nowhere       | Derek                    |                     |
| 2013 |                      | Things Never Said       | Curtis Jackson           |                     |
| 2013 |                      | The Last Letter         | Michael Wright           |                     |
| 2014 | Érj el!              | Reach Me                | Dominic                  | Varga Rókus         |
| 2014 |                      | Lap Dance               | Dr. Don Cook             |                     |
| 2015 |                      | Chapter & Verse         | Jomo                     |                     |
| 2017 | A góré               | Shot Caller             | Ed Kutcher rendőrtiszt   | Galambos Péter      |
| 2017 |                      | The Runner              | Rick Roslin              |                     |
| 2018 | Bocs, hogy zavarom   | Sorry to Bother You     | Mr. .......              | Welker Gábor        |
| 2018 |                      | A Boy. A Girl. A Dream. | Cass                     |                     |
| 2018 |                      | Sgt. Will Gardner       | Samuel 'Top' Gallegos    |                     |
| 2018 | Nővérek szabadlábon  | Nobody's Fool           | Frank Johnson            | Varga Gábor         |
| 2019 |                      | American Skin           | Omar Scott               |                     |
| 2020 | Rontás               | Spell                   | Marquis                  |                     |
| 2021 | A halottak hadserege | Army of the Dead        | Vanderohe                | Debreczeny Csaba    |
| 2022 |                      | Fantasy Football        | Bobby Coleman            |                     |
| 2023 | Anya                 | The Mother              | William Cruise           | Varga Gábor         |
| 2023 |                      | Fels High               | Floyd igazgató           |                     |

Rövidfilmek
- 2004: Within the Wall – Saul
- 2004: The Male Groupie – 'Act Shun'
- 2013: Kings & Beggars – Noah (forgatókönyvíró)
- 2013: Lu –  Dr. Harden

### Televízió
| Év        | Magyar cím              | Eredeti cím           | Szerep                    | Megjegyzések                            |
| --------- | ----------------------- | --------------------- | ------------------------- | --------------------------------------- |
| 2004      |                         | Sucker Free City      | Dante Ponce               | tévéfilm                                |
| 2005      | Bostoni halottkémek     | Crossing Jordan       | Ronald Pasco              | 1 epizód                                |
| 2006      |                         | Saved                 | John 'Sack' Hallon        | főszereplő (13 epizód)                  |
| 2008      | CSI: Miami helyszínelők | CSI: Miami            | Eddie Dashell             | 1 epizód                                |
| 2008      | Különleges osztag       | SIS                   | Donovan Rivers            | - tévéfilm - magyar hangja Varga Gábor  |
| 2009      | Hazudj, ha tudsz!       | Lie to Me             | Benny 'B' Davis           | 1 epizód                                |
| 2009–2010 | Sötét zsaruk            | Dark Blue             | Ty Curtis                 | főszereplő (20 epizód)                  |
| 2010      | Életre-halálra          | Chase                 | Chris Novak               | 1 epizód                                |
| 2012      | Piszkos csapat          | Breakout Kings        | Ronnie Markham            | 1 epizód                                |
| 2013      |                         | A Christmas Blessing  | Earl James                | tévéfilm                                |
| 2013–2014 |                         | Being Mary Jane       | Andre Daniels             | főszereplő (8 epizód)                   |
| 2014–2020 |                         | Power                 | James 'Ghost' St. Patrick | főszereplő                              |
| 2021      | Az átkozott Michael Che | That Damn Michael Che | önmaga                    | 1 epizód                                |
| 2022      | Azt hittem, ismerlek    | Pieces of Her         | Gordon Oliver             | főszereplő magyar hangja Galambos Péter |

## Fordítás
- Ez a szócikk részben vagy egészben  az   Omari Hardwick című angol Wikipédia-szócikk ezen változatának fordításán alapul.  Az eredeti cikk szerkesztőit annak laptörténete sorolja fel. Ez a jelzés csupán a megfogalmazás eredetét és a szerzői jogokat jelzi, nem szolgál a cikkben szereplő információk forrásmegjelöléseként.